# Wood (Wisconsin)
Wood es un pueblo ubicado en el condado de Wood en el estado estadounidense de Wisconsin. En el Censo de 2010 tenía una población de 796 habitantes y una densidad poblacional de 9,22 personas por km².

## Geografía
Wood se encuentra ubicado en las coordenadas 44°28′24″N 90°8′29″O / 44.47333, -90.14139. Según la Oficina del Censo de los Estados Unidos, Wood tiene una superficie total de 86.36 km², de la cual 86.27 km² corresponden a tierra firme y (0.1%) 0.09 km² es agua.

## Demografía
Según el censo de 2010, había 796 personas residiendo en Wood. La densidad de población era de 9,22 hab./km². De los 796 habitantes, Wood estaba compuesto por el 98.87% blancos, el 0.25% eran afroamericanos, el 0.13% eran amerindios, el 0.25% eran asiáticos, el 0% eran isleños del Pacífico, el 0.13% eran de otras razas y el 0.38% pertenecían a dos o más razas. Del total de la población el 0.5% eran hispanos o latinos de cualquier raza.